# Liefde
Le Liefde était un navire hollandais de la Rotterdamse Compagnie (une voorcompagnie antérieure à la création de la Compagnie néerlandaise des Indes orientales, ce qui explique la présence du Liefde sur les registres de cette dernière), faisant partie avec les navires Hoop, Geloof, Trouw et Blijde Boodschap d'une flotte de cinq navires envoyés depuis le Texel vers l'Extrême-Orient en 1598, et le seul de ces navires à atteindre le Japon deux ans plus tard, où il a coulé peu après.

## Histoire

### L'expédition
L'expédition, commandée par le capitaine Jacques Mahu et montée en secret par Pieter van den Hagen et Johan van der Veken à Rotterdam, a pour mission d'emmener une flotte chercher des épices et de l'or dans les « îles aux épices » situées dans les Indes orientales. Si son but avoué est le commerce, les rumeurs circulant alors à Rotterdam affirment qu'il s'agit en fait de piller les colonies espagnoles d'Amérique du Sud comme l'a déjà fait Francis Drake, rumeurs s'appuyant notamment sur le fait que les navires de l'expédition sont « hérissés de canons » et sur la route choisie, qui est celle passant par le détroit de Magellan.
Après l'achat de cinq navires et l'enrôlement de prisonniers et d'hommes attirés par la promesse du commandant en second Simon de Cordes qu'ils seraient « pourvus de toutes les provisions nécessaires », il ne manque qu'un pilote expérimenté pour guider les navires au travers des océans  Atlantique et Pacifique. Ce sera l'anglais William Adams, qui, ayant entendu parler de l'expédition, débarque à Rotterdam au printemps 1598 en compagnie de douze autres anglais, dont son frère et Timothy Shotten, qui a déjà effectué une circumnavigation du globe en 1586 avec Thomas Cavendish.

### Le voyage

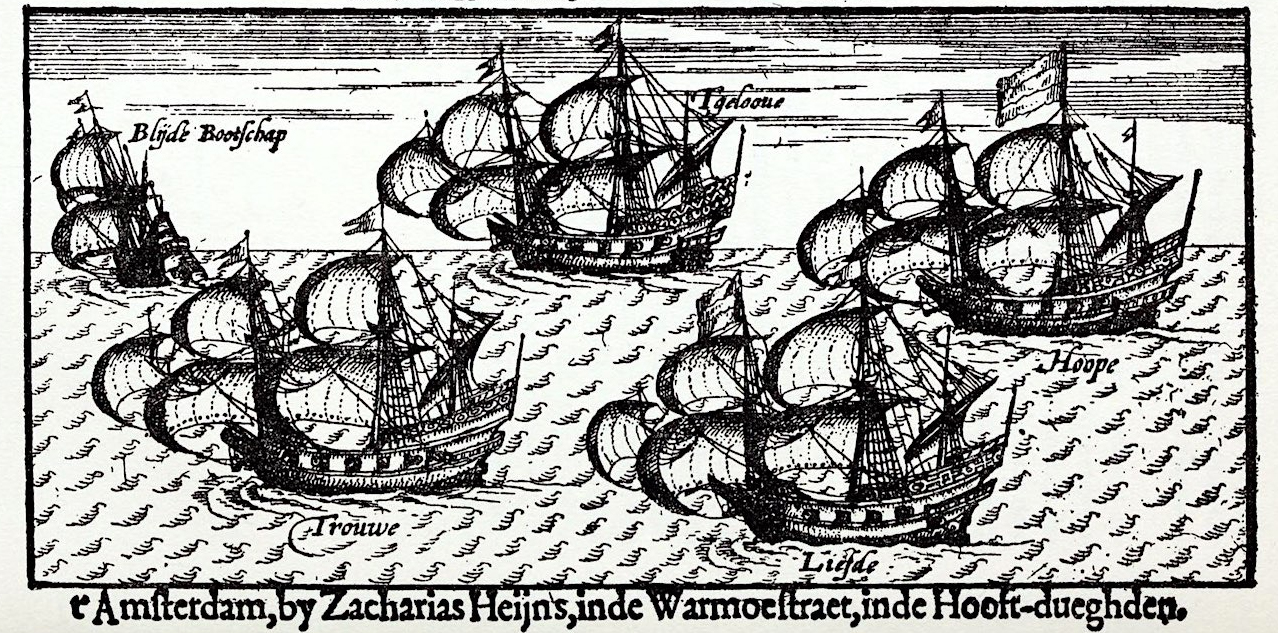
Les navires Blijde Boodschap, Trouw, Geloof, Liefde et Hoop (navire amiral de la flotte). Gravure du XVIIe siècle.

Le Liefde, commandé d'abord par le vice-commandant de la flotte Simon de Cordes, puis par le capitaine Gerrit van Beuningen, quitte Rotterdam au matin du 24 juin 1598 en compagnie du reste de la flotte, qui embarque en tout 494 hommes. Au début du voyage, De Cordes tient la parole qu'il a donnée aux marins, si bien que moins de deux mois après le départ, les côtes de l'Afrique en vue, et malgré une politique de restriction appliquée au bout de quelques semaines, les provisions restant dans la cale sont devenues très insuffisantes.
Adams, passé entretemps sur le Liefde (nommé à l'origine Erasmus à cause de sa figure de proue représentant Erasmus de Formiae), veut s'arrêter quelque part au long des côtes africaines afin de se procurer l'eau, les fruits et le sel nécessaires au reste du voyage, mais les forts tenus par les Portugais rendent l'opération très dangereuse.
Après une tentative infructueuse d'assaut de l'île de Praia, au Cap-Vert, sur l'initiative de Van Beuningen, puis une tentative de négociations pour de la nourriture, qui ne débouche sur rien, entre Sebald de Weert, capitaine du Geloof et un chef indigène, de nombreux marins meurent de fièvre ou de dysenterie, dont le commandant Jacques Mahu, le 22 septembre. Il est remplacé par son second, Simon de Cordes, lui-même remplacé en tant que vice-commandant par Gerrit van Beuningen.
Le 2 janvier 1599, la flotte repart, mais un fort coup de vent casse en trois le grand mât du Geloof, qui est pris en remorque par le Liefde le temps qu'un nouveau mât soit fabriqué par les charpentiers. Malheureusement, à ce moment, la flotte arrive dans le pot au noir, cette zone où il n'y a pas un souffle de vent, et doit encore restreindre les rations. Lorsque le vent reprend, les navires atteignent l'Atlantique sud, où le froid hivernal cause quelques décès supplémentaires.
La traversée du détroit de Magellan permet aux marins affamés de se nourrir, en tuant quelque 1400 manchots, mais cette manne inespérée est épuisée avant la fin de la traversée du détroit, qui dure de mars à septembre, à cause des glaces emprisonnant les navires. La faim et la lutte contre les Patagons tuent la majeure partie de l'équipage. À la sortie du détroit, une tempête sépare les navires, le Blijde Boodschap a le beaupré et le mât de misaine brisés par la tempête et dérive pendant des semaines, tombant finalement aux mains des Espagnols, qui jettent les membres survivants de l'équipage en prison pour avoir navigué dans des eaux appartenant à l'Espagne. De la même manière, les hommes du Trouw, qui part vers l'ouest, arrive finalement à Tidore, en Indonésie, où l'équipage sera massacré ou jeté aux fers par les Portugais en janvier 1601. Seuls quelques membres de ces deux équipages parviendront à rentrer chez eux après plusieurs années de captivité.
Le Geloof choisit quant à lui de rebrousser chemin à travers le détroit et arrive à Rotterdam en juillet 1600, avec 36 survivants seulement, sur 110 hommes au départ.
Le Liefde est entraîné très loin de sa route par la tempête et met trois semaines à reprendre celle-ci. Il arrive cependant le premier au point de rendez-vous avec les autres navires, l'île de Santa-Maria, le long des côtes du Pérou. Dans une baie abritée proche, des Indiens leur fournissent quelques vivres. Le lendemain, lorsque van Beuningen se rend à terre avec 23 fantassins (parmi lesquels Thomas Adams, frère de William) pour chercher les vivres supplémentaires promis par les indigènes, ils sont pris dans une embuscade et massacrés.
Le navire retourne à Santa-Maria, où il rencontre le Hoop, qui a lui aussi perdu son général ainsi que 29 hommes sur l'île Mocha. Les aventuriers peuvent enfin se réapprovisionner, après avoir pris en otage les garde-côtes espagnols venus inspecter le Liefde, ne les relâchant que contre des vivres en quantité. Van Beuningen étant mort, De Cordes nomme à sa place Jacob Quackernaek en tant que capitaine du Liefde. La cargaison consistant principalement en étoffes de laine, il est décidé que plutôt de se rendre aux « îles aux épices » comme prévu à l'origine, les deux navires se rendraient au Japon, car « les étoffes de laines étaient tenues en grande estime sur cette île » (William Adams).
Les navires repartent en direction du Japon en novembre 1599, mais le Hoop ne l'atteindra jamais. Il disparaît en effet corps et biens dans un typhon survenant peu après avoir dépassé un groupe d'îles, où huit hommes désertent en volant une chaloupe.
Ce groupe d'îles est probablement Hawaï. En effet, lorsque le missionnaire anglais William Ellis visite cette île en 1822, les indigènes lui disent qu'un groupe de marins s'y est installé et ont épousé des Hawaiiennes bien avant l'arrivée de James Cook en 1778.
Lorsque le 12 avril 1600 le navire arrive enfin en vue de l'île de Kyūshū, au Japon, aucun des 24 marins survivants n'est capable de mettre une chaloupe à l'eau.

### Arrivée au Japon

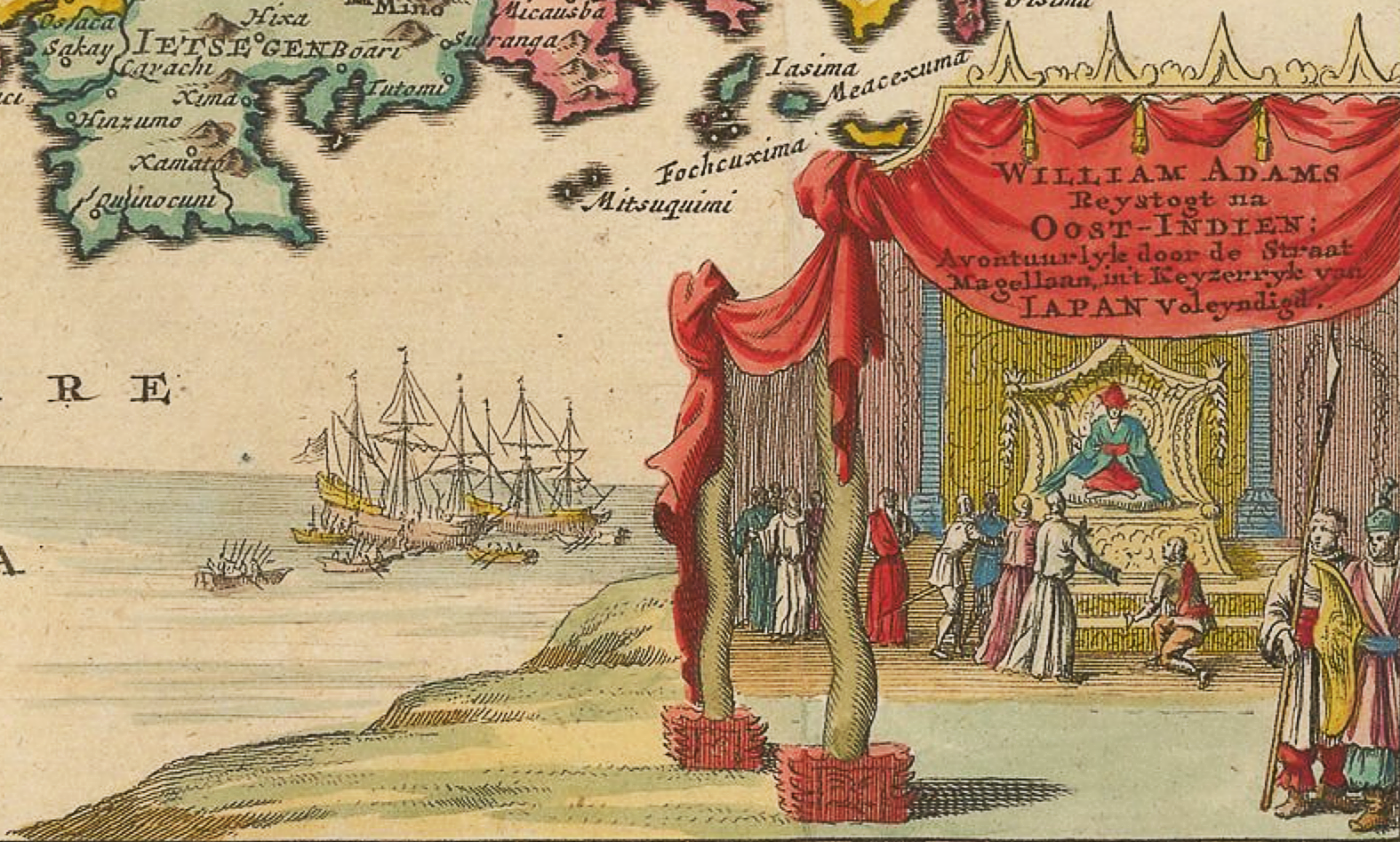
William Adams rencontre Ieyasu Tokugawa, dans une description idéalisée datée de 1707.

Quand le Liefde accoste le 19 avril 1600 au large de Bungo (aujourd'hui Usuki, dans la préfecture d'Ōita, seuls neuf des 24 membres restants de l'équipage sont en état de se lever. Les prêtres jésuites portugais présents au Japon prétendent alors que le Liefde est un vaisseau pirate, et que l'équipage doit à ce titre être crucifié. Le navire est saisi, et l'équipage malade est emprisonné au château d'Osaka sur ordre de Ieyasu Tokugawa, daimyō de Mikawa qui deviendra shogun en 1603.
Willam Adams rencontre Ieyasu à Osaka trois fois entre mai et juin 1600. Il est interrogé par Ieyasu, devenu protecteur du jeune fils du Taiko Hideyoshi Toyotomi, qui vient alors de mourir. La connaissance d'Adams en navires et construction navale, et sa notion nautique des mathématiques plaisent à Ieyasu, qui emprisonne cependant Adams et les autres marins, ses soupçons n'étant pas apaisés. Ieyasu finit par le libérer, et il retrouve ses compagnons sur le Liefde qui avait entretemps été conduit sur les côtes d'Osaka. Il fit également restituer les biens volés sur le navire et l'équivalent de 50 000 réaux à titre de compensation. Il leur interdit cependant de quitter le Japon, et un mois plus tard, leur enjoint de rejoindre la capitale Edo, où Adams utilise la majeure partie de l'argent qui leur a été donné dans des tentatives infructueuses de corruption des proches d'Ieyasu dans le but d'obtenir l'autorisation de quitter le Japon, mais celui-ci est alors très occupé par la confrontation qui se prépare avec les autres membres du conseil de régence, menés par Mitsunari Ishida. Il réquisitionne les dix-huit canons du Liefde, dont les boulets, selon un observateur espagnol, ne cessent de tomber sur les rangs ennemis lors de la bataille de Sekigahara.

### Fin du bateau
Pendant ce temps à bord du Liefde, Adams et le capitaine Quackernaek doivent affronter une mutinerie initiée par quatre ou cinq hommes, vite rejoints par le reste de l'équipage, qui voulaient descendre tenter leur chance à terre. Il fut finalement décidé que « chacun ferait ce qu'il pensait pour le mieux » et l'argent réparti entre les hommes selon leur poste. Ieyasu, ravi d'apprendre que les marins avaient renoncé à quitter le pays, fit donner à chaque homme deux livres de riz par jour.
Peu après, le Liefde se brisa et coula par le fond, la seule chose que les marins gardèrent étant la figure de proue à l'effigie d'Érasme qu'un marin avait récupéré peu avant. Le coup fut terrible pour les aventuriers qui voyaient là disparaître leur seul espoir de quitter le Japon, mais aussi pour Ieyasu, qui décide de charger l'équipage de faire une réplique de 80 tonneaux, dont il confie la construction à William Adams, probablement assisté de Pieter Janszoon, le menuisier du Liefde, puis une autre de 120 tonneaux, destinée à la navigation océanique, qui sera plus tard prêtée à un équipage espagnol qui la rebaptisera San Buena Ventura.

## Sources
- Giles Milton, Samouraï William : l'Anglais qui rompit l'isolement du Japon  (ISBN 2-88250-137-4)
- (en) Le Liefde sur le site VOC Shipwrecks.
- (nl) Le Liefde sur le site de la VOC